# Narrien-Range-Nationalpark
Der Narrien-Range-Nationalpark (englisch Narrien Range National Park) ist ein 74,6 Quadratkilometer großer Nationalpark in Queensland, Australien.

## Lage
Er liegt in der Region Fitzroy etwa 790 Kilometer nordwestlich von Brisbane und 370 Kilometer westlich von Rockhampton. Die nächstgelegene Stadt ist Clermont, von hier erreicht man den Park über die Clermont Alpha Road und nach etwa 40 Kilometern weiter über die Pioneer Clydevale und Albro Pioneer Road. Im Park gibt es keine Besuchereinrichtungen.
In der Nachbarschaft liegen die Nationalparks Epping Forest, Cudmore und Mazeppa.

## Allgemeines
Der Park liegt in der Mitte der Hügelkette der Narrien Range, die sich auf 13 Kilometern Länge in Nord-Süd-Richtung erstreckt. Mit dem 759 Metern hohen Gipfel des Mount Campoven rangen die Hügel, weithin sichtbar aus dem umgebenden Flachland heraus. Während die höher gelegenen, unzugängliche Gebiete in der Vergangenheit weitgehend unberührt geblieben sind, wurde das umliegende Flachland gerodet und zur Viehzucht genutzt. Etwa 90 Prozent der in der Bioregion Brigalow Belt North beheimateten Ökosysteme wurden so seit der Besiedlung durch die Europäer zerstört. Der Nationalpark schützt sechs verschiedene Pflanzen- und Tiergemeinschaften dieser Bioregion, die weitgehend im ursprünglichen Zustand erhalten geblieben sind.

## Flora und Fauna
Besonderes schützenswert sind dabei Buschland, mit "Lancewood"- (Acacia shirleyi) und "Bendee"- (Acacia catenulata)-Gestrüpp, und offenes Waldland, mit "Blackbutts" (Eucalyptus cambageana), "Mountain Yapunyah" (Eucalyptus thozetiana) und einem Unterbau aus "Brigalow" (Acacia harpophylla).
Der Park mit seiner vielfältigen Flora ist zudem ein Rückzugsgebiet für zahlreiche Tierarten. Es wurden hier vier verschiedene Frosch-, 31 Reptilien-, 17 Säugetier- und 101 Vogelarten gezählt. Vom Aussterben bedroht oder gefährdet wurden dabei der Milanweih (Lophoictinia isura), die Buchstabentaube (Geophaps scripta), der Schwarzkinn-Honigschmecker (Melithreptus gularis), der Zwergbeutelmarder (Dasyurus hallucatus) und der Yakka Skink (Egernia rugosa).
Der östliche Rand des Verbreitungsgebiets des Roten Riesenkängurus reicht bis in den Narrien-Range-Nationalpark.